# Vera Dreyfus-de Gunzburg
Vera Dreyfus-de Gunzburg (Russisch: Вера Дрейфус-де Гинцбург) (Sint-Petersburg (Keizerrijk Rusland), 15 november 1898 - Bazel (Zwitserland), 1 juni 1972) was een joodse Russisch-Zwitserse vluchtelingenhelpster, feministe en bankiersvrouw.

## Biografie
Vera Dreyfus-de Gunzburg was een dochter van Alexandre de Gunzburg, een bankier. Ze groeide op en liep school te Sint-Petersburg. Na de Russische Revolutie in 1917 vluchtte ze naar Parijs met haar familie. In 1923 huwde ze in Bazel met de bankier Paul Dreyfus van de bank Dreyfus Söhne & Cie. Tijdens de Tweede Wereldoorlog was ze zeer actief als lid van het Zwitsers comité voor de steun aan de joodse vluchtelingen. Van 1949 tot 1966 was ze ook voorzitster van de Unie van Zwitserse joodse vrouwenverenigingen en van 1957 tot 1968 zetelde ze in het bestuur van de Bund Schweizerischer Frauenvereine. Van 1968 tot 1972 zetelde ze bovendien in de raad van bestuur van de bank Dreyfus Söhne & Cie.